# Illusion (film, 1975)
Pour les articles homonymes, voir Illusion (homonymie).
Pour plus de détails, voir Fiche technique et Distribution.
Illusion ? est un film d'animation québécois réalisé par Frédéric Back, sorti en 1975.

## Synopsis
L'histoire débute dans un petit village de campagne dans une école de rang où des enfants s'amusent durant la récréation avec la nature. Un jour, un mystérieux être mi-magicien mi-homme d'affaires capable de remplacer la nature par la technologie débarque et impressionne les enfants avec des jouets technologiques nouveaux et excitants prenant la place des animaux. Emballé par leur support populaire et sous leurs applaudissements, le magicien accélère la transformation industrielle des lieux en une métropole bourdonnante rempli de néons, d'énergie nucléaire, de routes, de voitures et de béton. Les jeux sont remplacés par le travail à la chaîne. Les enfants finissent cependant par se lasser de ces choses technologiques nouvelles mais artificielles. Le magicien est confus et frustré de ne plus être capable de les impressionner, plus encore quand il est incapable de les satisfaire avec une large somme d'argent, chose qu'il vénère religieusement. Faisant apparaître des canons et des bombardiers pour essayer de mettre fin à leur mécontentement, le plan du magicien échoue néanmoins face à leur résistance persistante. Les enfants pourchassent le magicien, qui prend la poudre d'escampette et fuit au loin, mettant fin au monde artificiel de sa création par la même occasion. Tout étant redevenu comme avant, les enfants retournent à l'école à la fin de la récréation...

## Fiche technique
- Titre français : Illusion ?
- Réalisation : Frédéric Back
- Scénario : Frédéric Back
- Pays d'origine : Canada
- Format : Couleurs - 35 mm
- Genre : animation, court métrage
- Durée : 12 minutes
- Date de sortie : 1975